# Rivière Wheeler
Rivière Wheeler är ett vattendrag i Kanada.   Det ligger i provinsen Québec, i den östra delen av landet, 1 400 km nordost om huvudstaden Ottawa.
Trakten runt Rivière Wheeler är nära nog obefolkad, med mindre än två invånare per kvadratkilometer.